# Ronde van Vlaanderen 2025
De Ronde van Vlaanderen vond in 2025 plaats op zondag 6 april. Bij de mannen was het de 109e editie, bij de vrouwen de 22e. De winnaars waren de wereldkampioenen de Sloveen Tadej Pogačar en de Belgische Lotte Kopecky.

## Mannen
Voor de mannen was het de 109e editie. Grote favoriet waren de Nederlander Mathieu van der Poel, de winnaar van 2024, en de Sloveen Tadej Pogačar. Wereldkampioen Pogačar vluchtte weg op de Oude Kwaremont en kwam solo over de finish met een minuut voorsprong op zijn concurrenten Mads Pedersen, die tweede werd, en de nummer drie Van der Poel. 

### Koersverloop
De start vond dit jaar plaats in Brugge, de finish was 268,9 kilometer verder in Oudenaarde

### Parkoers
De route was in de laatste 65 kilometer nagenoeg identiek aan vorig jaar.

### Uitslag
| Plaats  | Naam                   | Ploeg                      | tijd     |
| ------- | ---------------------- | -------------------------- | -------- |
| Winnaar | Tadej Pogačar          | UAE Team Emirates-XRG      | 5u58'41" |
| 2       | Mads Pedersen          | Lidl-Trek                  | + 1'01"  |
| 3       | Mathieu van der Poel   | Alpecin-Deceuninck         | z.t.     |
| 4       | Wout van Aert          | Visma \| Lease a Bike      | z.t.     |
| 5       | Jasper Stuyven         | Lidl-Trek                  | + 1'04"  |
| 6       | Tiesj Benoot           | Visma \| Lease a Bike      | + 1'51"  |
| 7       | Stefan Küng            | Groupama-FDJ               | + 1'53"  |
| 8       | Filippo Ganna          | INEOS Grenadiers           | + 2'19"  |
| 9       | Iván García Cortina    | Movistar                   | z.t.     |
| 10      | Davide Ballerini       | XDS Astana                 | z.t.     |
| 11      | Laurence Pithie        | Red Bull-BORA-hansgrohe    | z.t.     |
| 12      | Mike Teunissen         | XDS Astana                 | z.t.     |
| 13      | Michael Matthews       | Jayco AlUla                | z.t.     |
| 14      | Markus Hoelgaard       | Uno-X Mobility             | z.t.     |
| 15      | Gianni Vermeersch      | Alpecin-Deceuninck         | z.t.     |
| 16      | Aurélien Paret-Peintre | Decathlon AG2R La Mondiale | z.t.     |
| 17      | Valentin Madouas       | Groupama-FDJ               | z.t.     |
| 18      | Timo Kielich           | Alpecin-Deceuninck         | z.t.     |
| 19      | Stefan Bissegger       | Decathlon AG2R La Mondiale | z.t.     |
| 20      | Magnus Sheffield       | INEOS Grenadiers           | z.t.     |

## Vrouwen
De 22e Ronde van Vlaanderen voor vrouwen werd verreden op zondag 6 april 2025. Titelverdedigster Elisa Longo Borghini moest opgeven na een val. Lotte Kopecky won voor de derde keer, na 2022 en 2023. De wereldkampioene was de snelste in de sprint van een kopgroep van vier. Zij is de eerste renster die de koers driemaal won.

### Parcours
De start en finish waren in Oudenaarde. De Ronde telde dit jaar 168,9 kilometer en dat was bijna 6 kilometer meer dan in de vorige editie. De route was ook flink aangepast, bijvoorbeeld door de terugkeer van de kasseistroken van de Lippenhovestraat en Paddestraat.

### Deelnemende ploegen
Vierentwintig ploegen gingen van start, waarvan vijftien uit de World Tour en negen continentale ploegen. 

### Uitslag
| Plaats  | Naam                   | Ploeg                    | tijd     |
| ------- | ---------------------- | ------------------------ | -------- |
| Winnaar | Lotte Kopecky          | SD Worx-Protime          | 4u24'34" |
| 2       | Pauline Ferrand-Prévot | Visma \| Lease a Bike    | z.t.     |
| 3       | Liane Lippert          | Movistar                 | z.t.     |
| 4       | Katarzyna Niewiadoma   | CANYON//SRAM zondacrypto | + 1"     |
| 5       | Kimberley Le Court     | AG Insurance-Soudal      | + 1'13"  |
| 6       | Letizia Borghesi       | EF Education-Oatly       | z.t.     |
| 7       | Elise Chabbey          | FDJ-SUEZ                 | z.t.     |
| 8       | Ellen van Dijk         | Lidl-Trek                | z.t.     |
| 9       | Puck Pieterse          | Fenix-Deceuninck         | z.t.     |
| 10      | Marlen Reusser         | Movistar                 | z.t.     |
| 11      | Anna van der Breggen   | SD Worx-Protime          | z.t.     |
| 12      | Anna Henderson         | Lidl-Trek                | + 1'35"  |
| 13      | Mischa Bredewold       | SD Worx-Protime          | + 2'29"  |
| 14      | Letizia Paternoster    | Liv AlUla Jayco          | z.t.     |
| 15      | Noemi Rüegg            | EF Education-Oatly       | z.t.     |
| 16      | Lauretta Hanson        | Lidl-Trek                | + 2'31"  |
| 17      | Lorena Wiebes          | SD Worx-Protime          | + 3'07"  |
| 18      | Alison Jackson         | EF Education-Oatly       | z.t.     |
| 19      | Cat Ferguson           | Movistar                 | z.t.     |
| 20      | Sofia Bertizzolo       | UAE Team ADQ             | z.t.     |

1913 · 
1914 · 
1915 · 
1916 · 
1917 · 
1918 · 
1919 · 
1920 · 
1921 · 
1922 · 
1923 · 
1924 · 
1925 · 
1926 · 
1927 · 
1928 · 
1929 · 
1930 · 
1931 · 
1932 · 
1933 · 
1934 · 
1935 · 
1936 · 
1937 · 
1938 · 
1939 · 
1940 · 
1941 · 
1942 · 
1943 · 
1944 · 
1945 · 
1946 · 
1947 · 
1948 · 
1949 · 
1950 · 
1951 · 
1952 · 
1953 · 
1954 · 
1955 · 
1956 · 
1957 · 
1958 · 
1959 · 
1960 · 
1961 · 
1962 · 
1963 · 
1964 · 
1965 · 
1966 · 
1967 · 
1968 · 
1969 · 
1970 · 
1971 · 
1972 · 
1973 · 
1974 · 
1975 · 
1976 · 
1977 · 
1978 · 
1979 · 
1980 · 
1981 · 
1982 · 
1983 · 
1984 · 
1985 · 
1986 · 
1987 · 
1988 · 
1989 · 
1990 · 
1991 · 
1992 · 
1993 · 
1994 · 
1995 · 
1996 · 
1997 · 
1998 · 
1999 · 
2000 · 
2001 · 
2002 · 
2003 · 
2004 · 
2005 · 
2006 · 
2007 · 
2008 · 
2009 · 
2010 · 
2011 · 
2012 · 
2013 · 
2014 · 
2015 · 
2016 · 
2017 · 
2018 · 
2019 · 
2020 · 
2021 · 
2022 · 
2023 · 
2024 · 
2025
Lijst van beklimmingen
Tour Down Under ·
Great Ocean Road Race ·
Ronde van de Verenigde Arabische Emiraten ·
Omloop Het Nieuwsblad ·
Strade Bianche ·
Parijs-Nice · 
Tirreno-Adriatico · 
Milaan-San Remo ·
Ronde van Catalonië ·
Classic Brugge-De Panne ·
E3 Saxo Classic ·
Gent-Wevelgem ·
Dwars door Vlaanderen ·
Ronde van Vlaanderen ·
Ronde van het Baskenland ·
Parijs-Roubaix ·
Amstel Gold Race ·
Waalse Pijl ·
Luik-Bastenaken-Luik ·
Ronde van Romandië ·
Eschborn-Frankfurt ·
Ronde van Italië ·
Critérium du Dauphiné ·
Ronde van Zwitserland ·
Copenhagen Sprint · 
Ronde van Frankrijk ·
Clásica San Sebastián ·
Ronde van Polen ·
BEMER Cyclassics ·
Renewi Tour ·
Ronde van Spanje ·
Bretagne Classic ·
GP van Quebec ·
GP van Montreal ·
Ronde van Lombardije ·
Ronde van Guangxi
Tour Down Under ·
Cadel Evans Great Ocean Road Race ·
Ronde van de Verenigde Arabische Emiraten ·
Omloop Het Nieuwsblad ·
Strade Bianche ·
Trofeo Alfredo Binda-Comune di Cittiglio ·
Milaan-San Remo ·
Brugge-De Panne ·
Gent-Wevelgem ·
Ronde van Vlaanderen ·
Parijs-Roubaix ·
Amstel Gold Race ·
Waalse Pijl ·
Luik-Bastenaken-Luik ·
Ronde van Spanje ·
Ronde van het Baskenland ·
Ronde van Burgos ·
Ronde van Groot-Brittannië ·
Ronde van Zwitserland ·
Copenhagen Sprint · 
Ronde van Italië ·
Ronde van Frankrijk ·
Ronde van Romandië ·
Ronde van Scandinavië ·
GP de Plouay-Bretagne ·
Simac Ladies Tour ·
Ronde van Chongming ·
Ronde van Guangxi